# Championnat du Brésil de baseball 2007
Navigation
Édition précédente Édition suivante
Le Championnat du Brésil de baseball 2007, qui s'est déroulé du 12 octobre au 11 novembre 2007, avait une équipe d'Atibaia comme championne, battant les Nippon Blue Jays en finale.